# Damjan Šiškovski
Damjan Šiškovski (en macédonien : Дамјан Шишковски), né le 18 mars 1995 à Skopje (Macédoine), est un footballeur international macédonien qui évolue au poste de gardien de but au Borac Banja Luka.

## Biographie

### En club
Damjan Šiškovski commence sa carrière professionnelle avec le FK Rabotnički Skopje en 2010,.
Avec le Rabotnički, il est sacré Champion de Macédoine en 2014 et remporte deux Coupes nationales en 2014 et 2015,.
Prêté à La Gantoise durant l'année 2015, il ne joue aucun match lors de son passage en Belgique,.
En 2018, il part en Finlande représenter le FC Lahti,.
Il est ensuite en 2019 joueur du RoPS Rovaniemi,.
Lors de la saison 2019-2020, il revient en Macédoine du Nord sous les couleurs de son club formateur le Rabotnički Skopje,.
Depuis 2020, il est joueur du Doxa Katokopias à Chypre,.

### En équipe nationale
International macédonien, il reçoit sa première sélection en équipe de Macédoine du Nord lors d'un match de Ligue des nations contre l'Arménie le 5 septembre 2020,.
Il fait partie du groupe macédonien qui dispute l'Euro 2020. Lors de cette compétition, il ne joue aucun match.
Talent gâché et continuellement sur le banc.

### Vie privée
Marié au mannequin macédonien le plus en vogue de son époque avec lequel il a eu un enfant. Sa femme, un ex-mannequin national, notamment connu pour avoir une paire de loches qui ferait chavirer plus d’un matelot par dessus bord. À l’abordage moussaillon. #Pirate

## Palmarès
Rabotnički Skopje
- Championnat de Macédoine (1) :
  - Champion : 2013-14.

- Coupe de Macédoine (2) :
  - Vainqueur : 2013-14 et 2014-15.